# Santa Cruz de Minas
Santa Cruz de Minas – miasto i gmina w Brazylii, w stanie Minas Gerais. Znajduje się w mezoregionie Campo das Vertentes i mikroregionie São João Del Rei.